# Pallamano Carpi 2019
La Pallamano Carpi 2019 è una società di pallamano con sede a Carpi (Mo).
Svolge le proprie attività al Pala Vallauri di viale Peruzzi a Carpi.

## Storia

### Le origini
La società è sorta attorno ai primi anni '70 per volontà dei fratelli Bonfiglioli e di un gruppo di giovani giocatori appassionati di questo sport.
La gestione sportiva è stata condizionata, nei vari anni, dall'andamento economico della zona. Dopo varie presenze in A2 e B, dopo la riforma dei campionati, la squadra ha militato in serie C.

### La Serie A, l'Europa e i trofei
Con l'ingresso in società dell'autorevole Claudio Cerchiari (FANNY) la pallamano carpigiana ha acquisito un potenziale, sia economico che sportivo, di alto livello arrivando ad ingaggiare giocatori del calibro di Davide Serafini, Filippo Serafini, Michele Guerazzi, Stefano Bonazzi, Paolo Folloni, il mitico "Braccio" Berselli, che si aggiungono al forte roster locale formato dal gruppo storico, come Gabriele Solieri, Roberto Baraldi, Andrea Morselli, Stefano Maffei, Mirco Malagoli e Andrea "Andrea Angelo Borsa" Borsari.
La squadra ha disputato un ottimo campionato di serie A2 Nazionale ottenendo la promozione in serie A1.
Nella stagione 2012-2013, la squadra milita nella massima serie nazionale, ottenendo importanti risultati, tra i quali il raggiungimento dei Play-off scudetto, venendo poi eliminata ai quarti di finale per mano della Junior Fasano.
Nella stagione seguente, vengono ingaggiati giocatori del livello di Pablo Miguel Marrochi e Carlo Sperti dall'Handball Conversano, Andrea Bašić e Hrvoje Tojčić, oltre al portiere Alessandro Baschieri dal Casalgrande.
A questi si aggiunge l'importante ingresso di Michele Skatar avvenuto a gennaio per un tempo di sei mesi.
La squadra ha raggiunto la finale di Coppa Italia 2014, venendo battuta dopo ben quattro tempi supplementari dalla Junior Fasano, squadra che elimina i carpigiani anche nella seminale scudetto. Nonostante questo la squadra si qualificherà per la prima volta alle fasi preliminari di una coppa europea, la Challenge Cup.
Nella stagione 2014-2015 l'allenatore Davide Serafini viene affiancato il nuovo vice allenatore Luca Galluccio. Rispetto alla precedente stagione la squadra perde molti atleti, infatti se ne andranno Marrochi, Skatar, Polito, Bellotti, Tojčić e Baschieri. Al loro posto arriveranno Vaccaro, Opalić, Carrara, Česo, Beharević e Tupan.
La stagione inizia con il botto, infatti arriva il primo titolo della società. Infatti il 13 settembre 2014 la squadra vince il suo primo trofeo nazionale: la Supercoppa italiana 2014, battendo ai tiri di rigore proprio la Junior Fasano. La squadra sarà poi colpita dal grave infortunio al ginocchio per la giovane promessa Carlo Sperti, infortunatosi con la nazionale azzurra durante gara 2 tra Italia e Belgio il 3/11/14.
Il 22 novembre 2014 la squadra farà il suo esordio alle fasi preliminari di una competizione europea, la Challenge Cup, contro gli estoni del Pölva Serviti. Il risultato tra il match in Estonia e quello in Italia non permetterà a Carpi di qualificarsi alla fase successiva, infatti la squadra perderà a Pölva (36-24) e vincerà a Rubiera (29-21) ma con una differenza reti non sufficiente a passare il turno.
Tra il 27 febbraio e il 1º marzo, l'Handball Carpi parteciperà alle Final Eight di Coppa Italia a Siracusa. Superati i quarti di finale battendo per 34-21 Fondi, la squadra non riuscirà a superare l'avversario Bolzano in semifinale perdendo 22-25. Nonostante la sconfitta Carpi riuscirà a salire sul podio battendo Romagna 21-24 nella finale terzo-quarto posto.
A fine torneo i giocatori bianco-rossi Sperti e Beharević saranno premiati rispettivamente come miglior giocatore U20 e miglior giocatore straniero della stagione.
La stagione 2016-2017 si apre con il nuovo allenatore Saša Ilić, subentrato a Davide Serafini dopo la stagione 2014/2015, la Terraquilia Carpi cede Carlo Sperti al Käerjeng (Lussemburgo), Andrea Parisini all'Angers Noyant, Michele Rossi, David Česo e Giulio Nardo al Romagna, Bruno Brzić all'Albatro Siracusa, Rudolf Cuzić al Dubrovnik, Mattia Lamberti al Secchia Rubiera e infine Andrea Bašić al Merano. Nonostante i giocatori ceduti, arrivano anche acquisti: il forte centrale croato Tomislav Bošnjak, in passato uno dei punti di forza del MRK Umag, compagine militante nel massimo campionato croato; Giulio Venturi dal Cassano Magnago, Nicolas Polito dall'Albatro Siracusa, Riccardo Pivetta, Lorenzo Nocelli dal Cingoli, Angelo Giannetta e Paolo De Giovanni dal Casalgrande e infine il terzino italo-domenicano Alex Castillo dall'Eppan.
La Terraquilia Carpi al termine della regular season ottiene il pass delle Final Eight di Coppa Italia che si disputano a Fondi e riesce ad arrivare prima nel girone B. Nella Coppa Italia il Carpi batte subito Fondi 25-24 e passa alle semifinali, dove incontra Bolzano e perde di misura 31-21. Nonostante tutto la squadra chiude la propria esperienza nella Final Eight numero 32 della storia al terzo posto, battendo l’Accademia Conversano nella “finalina” 3-4 posto.
Chiudendo al termine della poule play-off in prima posizione la Terraquilia accede alle semifinali scudetto dove incontrerà nuovamente Bolzano. Gara 1 si disputa in casa bianco-rossa al Vallauri ma una stoica Terraquilia, decimata (out Jurina, Castillo, Nocelli, Vaccaro aggregato per onor di firma e con Giannetta con una spalla lussata) e condizionata da una settimana di allenamenti a ranghi ridotti non riesce con l'impresa e perde 22-25. Gara 2 invece, che si disputerà al PalaGasteiner a Bolzano viene vinta dai padroni di casa 32-25 e la Terraquilia non centrando questo obiettivo finisce questa grande stagione.

### La decadenza
Nella stagione 2017-2018 c'è una crisi migratoria che colpisce Carpi: se ne vanno Nocelli a Cingoli, Jurina a Malo, Bošnjak a Bologna, Pivetta a Conversano, Venturi alla Junior Fasano. La Terraquilia Carpi chiude il campionato in zona playout e viene eliminata, e di conseguenza retrocessa, dal Malo per colpa della regola delle reti in trasferta.
Un roster non all'altezza delle annate precedenti porta il Carpi ad occupare l'ultimo posto nella classifica di A2 con sole sconfitte per la stagione 2018-2019. A  fine gennaio 2019, arriva la conferma dell'esclusione dal campionato e quindi del fallimento.

### La rifondazione
Ad agosto del 2019 sulle ceneri della vecchia Handball Carpi nasce la Pallamano Carpi 2019. La squadra si iscrive al campionato di Serie B e riparte da coach Serafini che a disposizione ha una squadra mix di giovani provenienti dalla pallamano Carpine ed esperti con voglia di provare ad arrivare in A2.
Per la stagione 2020-2021 la Federazione accoglie la richiesta di ripescaggio per la Serie A2 e la squadra viene inserita nel girone B. Il campionato è esaltante con la squadra che raggiunge il secondo posto e si qualifica per le Final6 promozione. Nel torneo tenutosi a Chieti il Carpi ha la meglio nella gara decisiva contro i favoriti del Malo; a promozione ottenuta la squadra perde la finale per la Coppa Italia di Serie A2 contro la Pallamano Secchia Rubiera, unica squadra in stagione regolare ad aver battuto i carpigiani.
Nel luglio 2025 non si iscrive al campionato di seconda divisione per difficoltà economiche; nel contempo lancia il progetto Pallamano Carpi 2030, con l'obiettivo di ritorno nella massima serie grazie al rilancio del proprio settore giovanile.

## Rosa 2024-2025

### Giocatori
| N° | Naz.                 | Ruolo | Sportivo             | Anno |  |  |
| -- | -------------------- | ----- | -------------------- | ---- |  |  |
| 1  | Argentina (bandiera) | P     | Tomás Villaroel      | 1995 |  |  |
| 40 | Italia (bandiera)    | P     | Vladimir Quaranta    | 2004 |  |  |
| 99 | Italia (bandiera)    | P     | Alex Martini         | 2006 |  |  |
| 6  | Italia (bandiera)    | T     | Samuele Serafini     | 2003 |  |  |
| 7  | Italia (bandiera)    | T     | Gregorio Mazzanti    | 2000 |  |  |
| 8  | Italia (bandiera)    | T     | Lorenzo Nocelli      | 1999 |  |  |
| 9  | Italia (bandiera)    | A     | Sebastian Carabulea  | 2004 |  |  |
| 11 | Italia (bandiera)    | PV    | Filippo Gollini      | 1994 |  |  |
| 17 | Italia (bandiera)    | T     | Gabriele Leonesi     | 1998 |  |  |
| 18 | Italia (bandiera)    | PV    | Nicola Vastano       | 2004 |  |  |
| 19 | Algeria (bandiera)   | A     | Abdelrahman Karoui   | 2005 |  |  |
| 23 | Italia (bandiera)    | T     | Ottavio Zuppiroli    | 2006 |  |  |
| 24 | Argentina (bandiera) | T     | Juan Manuel Bendini  | 2005 |  |  |
| 25 | Italia (bandiera)    | A     | Mattia Bandini       | 2001 |  |  |
| 30 | Italia (bandiera)    | A     | Gabriele Sortino     | 2003 |  |  |
| 46 | Egitto (bandiera)    | PV    | Adel El Sabbagh      | 1992 |  |  |
| 71 | Italia (bandiera)    | T     | Oussama Ben Hadj Ali | 2002 |  |  |
| 90 | Italia (bandiera)    | A     | Davide Pellegrino    | 2004 |  |  |

### Staff
- Allenatore:  Marco Agazzani
- Vice allenatore:  Davide Serafini